# دانشگاه دولتی ساراتوف

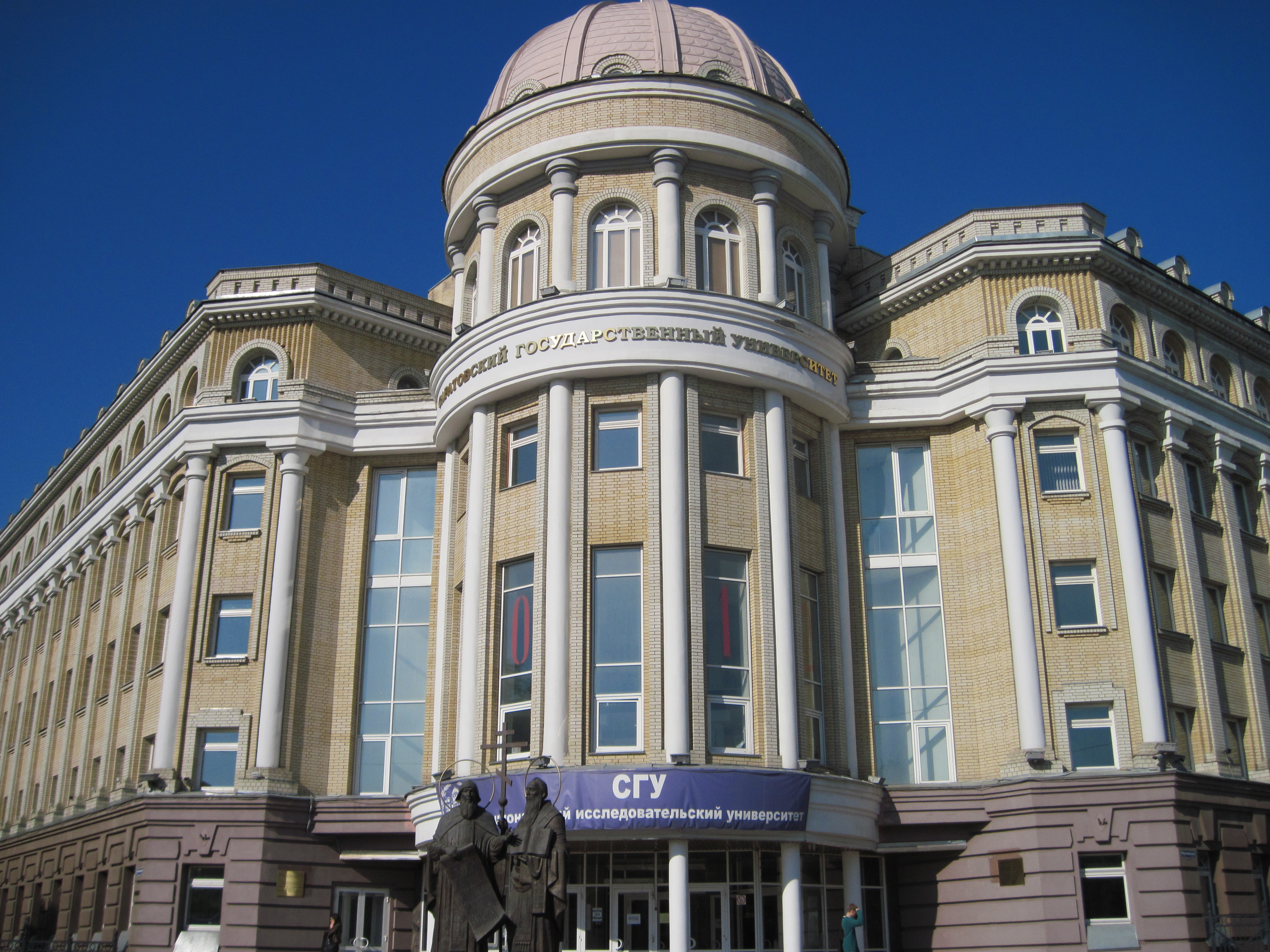
تصویری از دانشگاه دولتی چرنیشفسکی ساراتوف در روسیه

دانشگاه دولتی چرنیشفسکی ساراتوف (به روسی: Саратовский государственный университет имени Н. Г. Чернышевского، СГУ، که به عنوان SGU رونویسی می‌شود) یک موسسه آموزش عالی در روسیه است که به افتخار نیکولای چرنیشفسکی نام‌گذاری شده‌است.
در حاشیهٔ رود ولگا در شهر ساراتوف قرار گرفته‌است و دارای ۲۸ بخش آموزشی است که بیش از ۹۰ برنامه تحصیلی ارائه می‌کنند. بیش از ۲۸۰۰۰ دانشجو از این دانشگاه فارغ‌التحصیل شده‌اند.
در آوریل ۲۰۰۶، تیم سه‌نفرهٔ دانشگاه ساراتوف موفق یه کسب مقام اول مسابقه بین‌المللی برنامه‌نویسی دانش‌جویی که در سن آنتونیو برگزار می‌شد، شد. تا امروز تیم‌های این دانشگاه موفق به تکرار آن موفقیت نشده‌اند.